# Mary Louisa Willard
Mary Louisa Willard (* 19. Mai 1898 in State College, Pennsylvania, Vereinigte Staaten; † 17. April 1993 in Vereinigte Staaten) war eine US-amerikanische Chemikerin, Forensikerin und Hochschullehrerin. Sie war Professorin an der Pennsylvania State University und Expertin für chemische Mikroskopie. Sie wurde 1946 die erste Vorsitzende für analytische und Mikrochemie der American Chemical Society und war die zweite Chemikerin, die vom Pennsylvania Chapter des American Institute of Chemists ausgezeichnet wurde.

## Leben und Werk

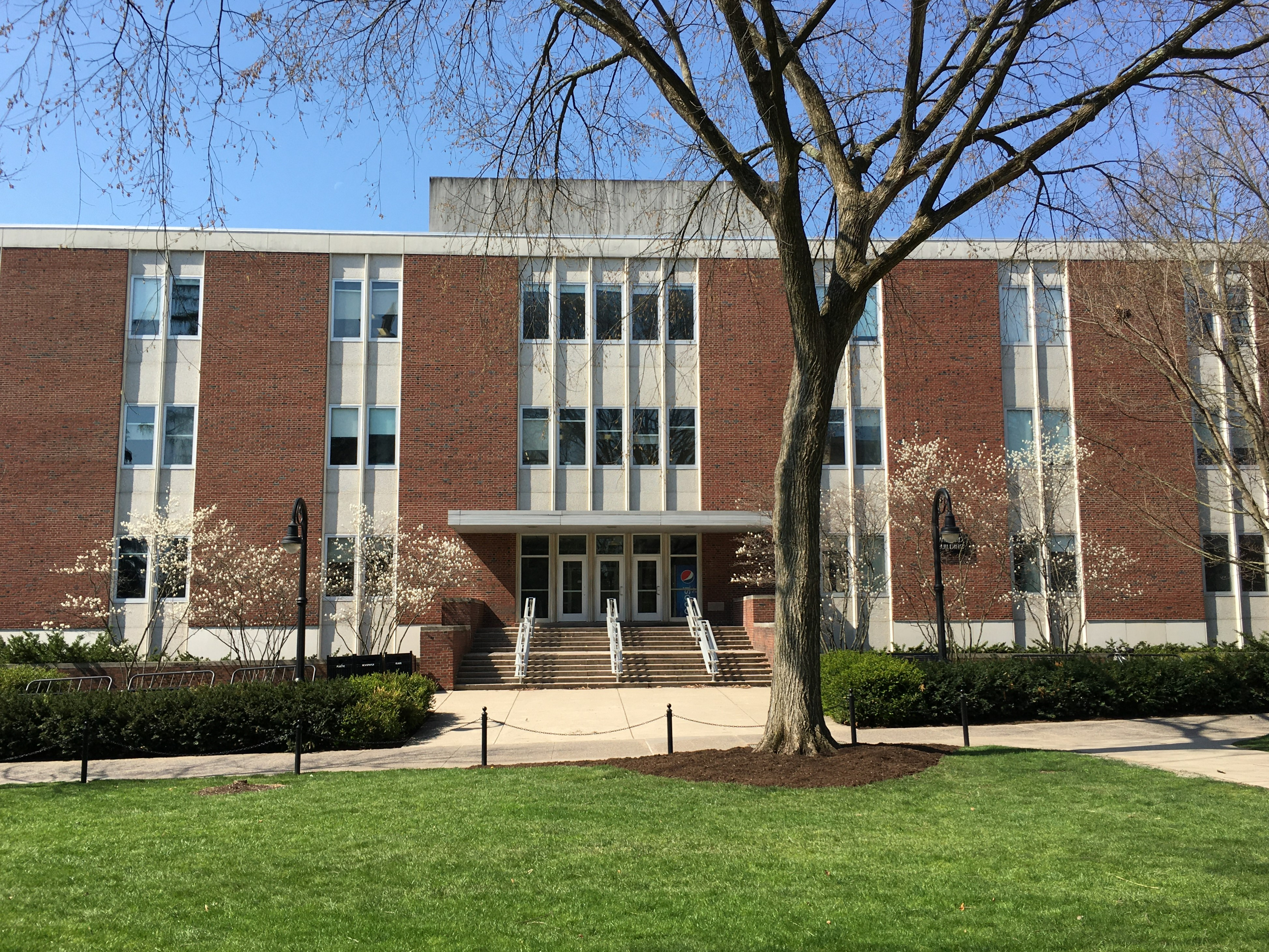
Willard Building an der Pennsylvania State University, benannt nach ihrem Vater Joseph Willard

Willard wurde 1898 als Tochter des Mathematikprofessors Joseph Willard in Moffatt Cottage auf dem Campus der Pennsylvania State University, auch Penn State, geboren. Sie studierte an der Penn State, wo sie 1920 ihren Bachelor of Science in Chemie und 1923 den Master-Abschluss erhielt. Sie wurde Assistentin in der Chemieabteilung und promovierte 1927 in organischer Chemie an der Cornell University.
Im selben Jahr kehrte sie als Assistenzprofessorin an die Penn State University, um einen Studiengang für chemische Mikroskopie einzurichten. 1948 wurde sie ordentliche Professorin. Zu ihren Studentinnen gehörte Delcena Crabtree Schuyler, die als eine der ersten Frauen an der Penn State in Chemie promovierte.

## Hochschullehrerin und Forensikerin
Sie forschte und lehrte dort und ihre wissenschaftlichen Arbeiten erregten 1930 die Aufmerksamkeit eines Richters in Scranton. Er bat sie, Alkohol zu analysieren, der 1930 bei einem Verstoß gegen die Prohibition beschlagnahmt worden war, nur wenige Jahre vor der Ratifizierung des 21. Zusatzartikels, der die amerikanische Alkoholprohibition beendete. Danach wurden Willard von den Behörden in Pennsylvania und anderen Staaten gebeten, Mordfälle, Autounfälle, Scheckfälschungen, Testamentsfälschungen und Brandstiftungen zu untersuchen.
Einer von Willards berüchtigtsten Fällen war die Untersuchung eines Verbrechers, der beschuldigt wurde, seine eigenen Kugeln hergestellt zu haben. Der mutmaßliche Mörder wurde Berichten zufolge gefasst, nachdem Willard mithilfe von Spektral- und Röntgenanalysen seine selbst hergestellten Kugeln dem Opfer zugeordnet hatte.
In einem anderen Fall half Willard den Behörden in Blair County, den Mann festzunehmen, der beschuldigt wurde, seinen 92-jährigen Großvater getötet zu haben. Willards Mikroskop konnte den Mörder mit Ton auf den Schuhen des Opfers in Verbindung bringen. Ihre Arbeit wurde so bekannt, dass sie auch von Ermittlern aus Europa, von Interpol, Sûreté nationale und Scotland Yard, um Unterstützung bei den Ermittlungen gebeten wurde.
Sie war auf mikrochemische Analysen spezialisiert und nutzte eine Vielzahl von Techniken, darunter Infrarot- und Ultraviolettspektroskopie, Gaschromatographie, Massenspektrometrie und Kernspinresonanz. Sie gehörte zu den ersten Forensikern, die Haare und Blut analysierten, um mutmaßliche Mordwaffen zu identifizieren. Die Zeitung Pittsburgh Press nannte sie Lady Sherlock.
Nach ihrer Pensionierung 1965 setzte Willard ihre forensische Arbeit bei Interpol fort. Ein Jahr nach ihrer Pensionierung verlieh ihr die Penn State die Auszeichnung „Frau des Jahres“.
Sie starb 1993 im Alter von 94 Jahren.
Am 1. März 1947 war sie Mitgründerin des IOTA-Kapitels von Alpha Alpha State Delta Kappa Gamma. Ihre Papiere befinden sich im Universitätsarchiv der Pennsylvania State University.

## Auszeichnungen und Ehrungen (Auswahl)
Willard erhielt für ihre Arbeit zahlreiche Auszeichnungen, darunter die Ernennung zum Fellow der American Chemical Society (ACS), des American Institute of Chemists und der American Association for the Advancement of Science. 1947 war sie die erste Vorsitzende der Abteilung für Analytik und Mikrochemie der ACS. Sie erhielt als zweite Frau den Scroll Honor Award des Pennsylvania Chapter des American Institute of Chemists. 1957 wurde sie zum Ehrenmitglied des Fraternal Order of Police ernannt und 1967 zur Penn State Woman of the Year gekürt.
Das College of Eberly Science vergibt seit 2009 jährlich an Forensikstudenten das Mary Willard Trustee Scholarship.

## Veröffentlichungen (Auswahl)
- mit W. R. Orndorff: Hydroxyhydroquinolsulfonephthalein, 2', 4', 5'-trihydroxybenzoylbenzene-ortho-sulfonic acid (the intermediate acid) and some of their derivatives. Journal of the American Chemical Society 51 (5), 1929, S. 1466–1474. doi:10.1021/ja01380a024.
- Pioneer Women in Chemistry. State College, Pennsylvania: University of Pennsylvania Press, 1940.